# Тимптон
Тимпто́н (якут. Төмтөөн) — река в Якутии (Россия), правый приток Алдана.

## Гидрография

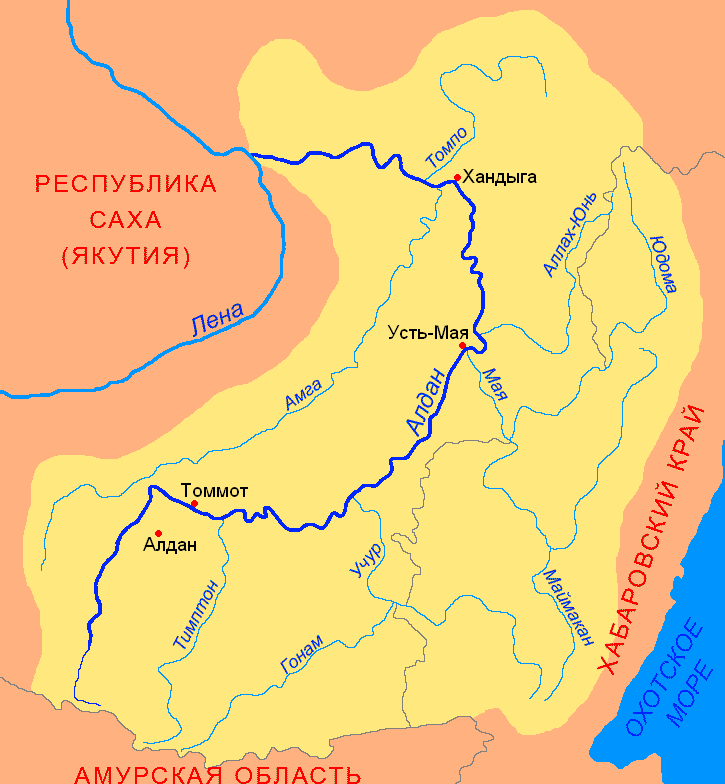
Бассейн Алдана

Длина — 644 км, площадь бассейна — 44,4 тыс. км². Является 4-м по длине и площади бассейна притоком Алдана. Берёт начало с северного склона Станового хребта, протекает по Алданскому нагорью. Русло реки порожистое, слабоизвилистое. Поймы нет. Высота истока — 1060 м над уровнем моря.

## Гидроним
Название переводится с якутского как «мёрзлая котловина»: «тымп» — котловина опускания грунта в тайге на месте оттаивания вечномёрзлых горных пород (часто занята озером или болотом); «тонг» — мёрзлый, мороженный.

## Гидрология
Питание реки дождевое и снеговое (с некоторым преобладанием первого). Ледоход начинается в начале октября, река замерзает к концу октября, местами перемерзает до дна, наблюдаются наледи. Вскрывается в первой половине мая. Среднегодовой расход воды — 532 м³/с. Объём стока 16,98 км³/год.
Минерализация воды не более 100 мг/л. В химическом составе воды реки преобладает гидрокарбонатный ион (выше устья Чульмана — сульфатный) и ион кальция.
| Средний расход воды (м³/с) реки Тимптон по месяцам с 1952 по 1999 гг. (замеры производились на гидрологическом посту в 20 км от устья) |

## Хозяйственное значение
Правительство Якутии планирует строительство каскада ГЭС на реке Тимптон, в состав которого войдут Канкунская ГЭС, Иджекская ГЭС и Нижнетимптонская ГЭС.
В бассейне реки разрабатываются месторождения каменного угля.
Река сплавная: используется для организации спортивных сплавов III—IV категории сложности, а также транспортировки леса на плотах.

## Данные водного реестра
По данным государственного водного реестра России относится к Ленскому бассейновому округу, речной бассейн реки — Лена, речной подбассейн реки — Алдан, водохозяйственный участок реки — Алдан от в/п г. Томмот до впадения реки Учур.
Код объекта в государственном водном реестре — 18030600212117300003783.

## Притоки
Тимптон имеет 436 притоков с длиной менее 10 км и 86 притоков более 10 км. В бассейне находятся 1343 озера общей площадью 27,3 км².
Объекты перечислены по порядку от устья к истоку.
- 4,8 км: Оччугуй-Кюрюкээн
- 5,6 км: Кюрюкээн
- 25 км: Большой Ыллымах
- 38 км: Ивановка
- 47 км: Эсэлээх
- 52 км: Керибикан
- 58 км: Улунчи
- 66 км: Ирилях
- 73 км: Тарынгнаах
- 80 км: Дьолтулаах
- 88 км: Малый Дес
- 89 км: Большой Дес
- 96 км: Большая Неакуя
- 101 км: Балаганнах
- 107 км: Гранитный
- 108 км: Плёсовый
- 118 км: Безымянный
- 120 км: река без названия
- 124 км: Иджэк
- 136 км: Хара-Юрэх
- 147 км: река без названия
- 156 км: Амаджак
- 162 км: Тас-Хонку
- 169 км: река без названия
- 170 км: Джаб-Хонку
- 176 км: Сеймдьэ
- 184 км: Эгете
- 185 км: река без названия
- 188 км: река без названия
- 200 км: река без названия
- 205 км: Курунг-Хоонку
- 215 км: Нельгюу
- 244 км: Кигомок
- 247 км: Хатыма
- 266 км: Оюмрак
- 283 км: Темаруктас
- 284 км: река без названия
- 295 км: Анамжак
- 303 км: Аччыгый-Мёлёмкёён
- 322 км: Чукурдаан
- 336 км: Барылас
- 349 км: река без названия
- 352 км: Холбокоон
- 358 км: Чульмакан
- 361 км: Налымакит
- 362 км: Чульман
- 377 км: Горбыллаах
- 398 км: Айан-Юрэх
- 403 км: Бугарыкта
- 417 км: Бишь
- 420 км: Улахан-Мёлёмкёён
- 436 км: река без названия
- 450 км: Номина
- 465 км: Большой Катынак
- 470 км: Иенгра
- 475 км: река без названия
- 476 км: Дыгдалы
- 484 км: Кабакта
- 507 км: Амнунакта
- 508 км: Танграк
- 522 км: Орогоччу
- 525 км: Лебединый
- 538 км: Кавакта
- 546 км: Терпух
- 549 км: Апсахан
- 553 км: Скабельцинский
- 554 км: Бреунчи
- 565 км: Муравьевский
- 576 км: Амунали
- 579 км: Амуначи
- 584 км: Якут
- 586 км: Манахта 2-я
- 598 км: Манахта 1-я
- 602 км: река без названия
- 622 км: река без названия
- 625 км: река без названия
- 626 км: река без названия
- 628 км: река без названия